# Anisia fumipennis
Anisia fumipennis là một loài ruồi trong họ Tachinidae.